# William Tidball
William Tidball (Exmouth, 22 aprile 2000) è un pistard e ciclista su strada britannico che corre per il team Saint Piran. Nel 2023 a Glasgow ha vinto il titolo mondiale dello scratch su pista.

## Palmarès

### Pista
- 2018 (Juniores)

Campionati britannici, Americana Junior (con Ethan Vernon)
- 2021

Campionati europei, Americana Under-23 (con Rhys Britton)
- 2022

Campionati britannici, Scratch
Campionati europei, Scratch Under-23
Track Cycling Challenge, Americana (con Ethan Vernon)
- 2023

Campionati britannici, Inseguimento a squadre (con Josh Charlton, William Roberts e Charlie Tanfield)
2ª prova Coppa delle Nazioni, Corsa a eliminazione (Il Cairo)
Campionati del mondo, Scratch
Londra, Corsa a eliminazione
- 2024

Coppa delle Nazioni (Adelaide), Inseguimento a squadre (con Josh Charlton, Rhys Britton, Joshua Tarling e Charlie Tanfield)

### Strada
- 2023 (Saint Piran, una vittoria)

3ª tappa Ronde de l'Oise (Andeville > Le Plessis-Belleville)

## Piazzamenti

### Competizioni mondiali
- Campionati del mondo su pista

Aigle 2018 - Inseguimento a squadre Junior: 7º
Aigle 2018 - Omnium Junior: 16º
Glasgow 2023 - Scratch: vincitore

### Competizioni europee
- Campionati europei su pista

Anadia 2017 - Scratch Junior: 4º
Apeldoorn 2021 - Corsa a eliminazione Under-23: 3º
Apeldoorn 2021 - Inseguimento a squadre Under-23: 2º
Apeldoorn 2021 - Americana Under-23: vincitore
Grenchen 2021 - Inseguimento a squadre: 3º
Anadia 2022 - Scratch Under-23: vincitore
Anadia 2022 - Inseguimento a squadre Under-23: 4º
Anadia 2022 - Americana Under-23: 2º
Monaco di Baviera 2022 - Inseguimento a squadre: 3º
Monaco di Baviera 2022 - Corsa a punti: 18º
Monaco di Baviera 2022 - Corsa a eliminazione: 5º
Monaco di Baviera 2022 - Americana: 10º
Apeldoorn 2024 - Corsa a eliminazione: 2º
Heusden-Zolder 2025 - Inseguimento a squadre: 2º
Heusden-Zolder 2025 - Scratch: 3º
- Campionati europei su strada

Alkmaar 2019 - In linea Under-23: ritirato